# Terremoto di Sumatra del 2010
Il terremoto di Sumatra dell'ottobre 2010 è stato un terremoto di magnitudo 7,7 della scala Richter, avvenuto il 25 ottobre 2010 al largo della costa occidentale di Sumatra in Indonesia (precisamente nell'arcipelago delle Isole Mentawai) alle 21:42 ora locale.
Il terremoto ha provocato uno  tsunami che ha colpito molte isole con onde che hanno raggiunto un'altezza di 3 metri e sono penetrate fino a 600 metri nell'entroterra, provocando oltre 400 vittime nonché danni a oltre 4.000 abitazioni e a 20.000 abitanti.